# 阿卜杜拉·本·馬蘇德
阿卜杜拉·本·馬蘇德（阿拉伯语：‎，594年—653年）是伊斯兰教先知穆罕默德的薩哈巴，:289伊斯蘭教的早期追隨者:115。
阿卜杜拉·本·馬蘇德生于麦加:121，出身于班努·塔米姆部落，:14其父母社會地位低下 :16。馬蘇德身材矮胖，皮肤黝黑，:120不過善於交際。:1早在616年以前，馬蘇德就已皈依伊斯蘭教:115。
653年，阿卜杜拉·本·马苏德:99在麦地那去世，并于去世的当天晚上埋葬在巴奇:121。